# Klips naczyniowy

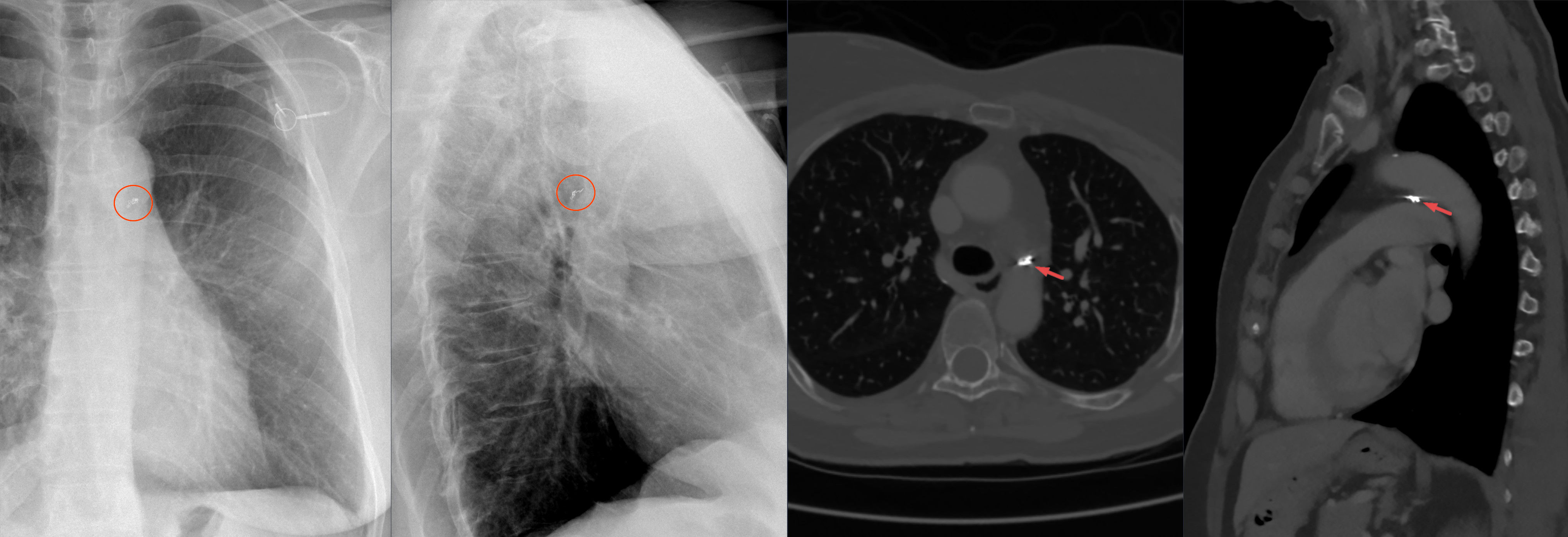
Zamknięcie PDA klipsem naczyniowym – obraz Rtg i CT

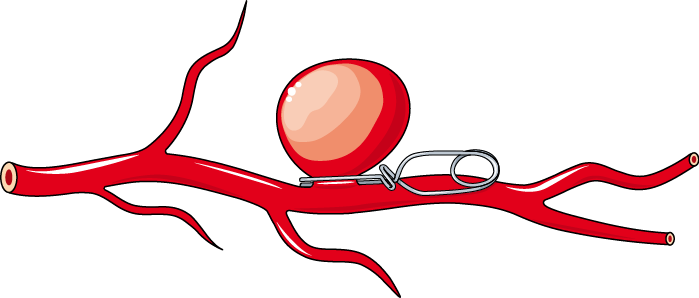

Klips naczyniowy (ang. vascular clip) – zacisk wykonany z metalu (zwykle tytanu) lub resorbowalnego tworzywa sztucznego, który służy do zamykania naczyń krwionośnych w chirurgii. Klips mocowany jest na naczyniu i zamykany specjalnym instrumentem (aplikatorem klipsa) przez jego zaciśnięcie. Zaletą jest to, że klips może być używany również w chirurgii laparoskopowej i może być zakładany znacznie szybciej niż podwiązanie w chirurgii klasycznej. Służy do zamykania krwawiących kikutów naczyniowych lub tętniaków, np. w neurochirurgii. Zwyczajowo klipsy naczyniowe stosowane są podczas pobierania tętnicy piersiowej wewnętrznej do rewaskularyzacji mięśnia serca techniką szkieletowania, podczas której jej bocznice zamykane są zaciskami. Zaciski naczyniowe wykonane z materiałów ferromagnetycznych stanowią bezwzględne przeciwwskazanie do wykonywania badań rezonansu magnetycznego.